# Edge of Thorns
| Recensione | Giudizio |
| ---------- | -------- |
| AllMusic   | [ 1 ]    |
| Rock Hard  | 9,5/10   |

Edge of Thorns è il settimo album in studio del gruppo musicale heavy metal statunitense Savatage, pubblicato nel 1993 dalla Atlantic Records.

## Il disco
È stato l'ultimo disco, della band, che vede alla chitarra il compianto Criss Oliva. È anche il primo album dei Savatage ad avere Zachary Stevens come voce solista, a seguito dell'abbandono del ruolo da parte di Jon Oliva.
Come per i tre album precedenti, le canzoni sono scritte dai fratelli Oliva in collaborazione col produttore Paul O'Neill. Questo benché Jon Oliva abbia, di fatto, lasciato la band contribuendo al disco solo in veste di tastierista da studio e non prendendo parte al successivo tour.
Le canzoni Miles Away e All That I Bleed sono state le ultime ad essere composte col fratello e pertanto restano tra le favorite di Jon Oliva.
La donna nella figura del disegno in copertina album è Dawn Oliva, moglie di Criss Oliva. Il dipinto è opera di Gary Smith, che disegnò anche fronte e retro della copertina di Hall of the Mountain King, il fronte della copertina di Gutter Ballet, il retro della copertina di Streets: A Rock Opera e tutte le aerografie presenti nelle chitarre di Criss Oliva. Si suppone che la faccia tra gli alberi sia Jon Oliva, nonostante Paul O'Neill lo neghi. Si dice che la copertina rappresenti il bene (la donna) contro il male (la faccia negli alberi), d'accordo con quello che disse Criss Oliva in un'intervista del 1993:
(Criss Oliva)
L'album è caratterizzato da un sound incentrato sulla chitarra di Criss Oliva.
La voce di Zachary Stevens risulta assai differente di quella del suo predecessore e anche il suono della batteria in questo album è diverso, dagli altri dei Savatage, perché Steve Walchoz decise di utilizzare una batteria elettronica. Sebbene la maggior parte dei kit di percussioni suonano autentici, si può sentire la differenza nei tom.
Alle session dell'album appartengono anche le canzoni Shotgun Innocence e Forever After, dapprima presenti solo sull'edizione giapponese e, poi apparse anche nella raccolta From the Gutter to the Stage.

## Tracce
1. Edge of Thorns – 5:54
2. He Carves His Stone – 4:14
3. Lights Out – 3:10
4. Skraggy's Tomb – 4:22
5. Labyrinths – 1:29
6. Follow Me – 5:08
7. Exit Music – 3:05
8. Degrees of Sanity – 4:36
9. Conversation Piece – 4:10
10. All That I Bleed – 4:41
11. Damien – 3:53
12. Miles Away – 5:06
13. Sleep – 3:52

Bonus track nella release tedesca SPV
- 14. Forever After - 4:20
- 15. Conversation Piece (Live in Rehearsal) - 3:30

Tutte le canzoni sono scritte da Jon Oliva, Paul O'Neill, Criss Oliva.

## Formazione
- Zachary Stevens - voce
- Criss Oliva - chitarra
- Johnny Lee Middleton - basso
- Steve Wacholz - batteria

### Altri musicisti
- Jon Oliva - pianoforte, tastiere, batteria (He Carves His Stone, Degrees Of Sanity)

### Formazione del Tour
- Zachary Stevens - voce
- Criss Oliva - chitarra
- Wes Garren - chitarra ritmica, tastiere
- Johnny Lee Middleton - basso
- Andy James - batteria

## Classifiche
| Classifica (1993) | Posizione massima |
| ----------------- | ----------------- |
| Germania          | 79                |
| Classifica (2010) | Posizione         |
| Grecia            | 28                |

| Classifica (2022) | Posizione massima |
| ----------------- | ----------------- |
| Germania          | 15                |